# 實驗哲學
實驗哲學（Experimental Philosophy）是一種新的哲學流派，旨在結合實證研究與傳統的哲學研究方法。 實驗哲學家利用認知科學的方法來了解普通人對於一些基礎哲學問題的想法。
實驗哲學家認為，經由瞭解哲學直覺（philosophical intuitions）的心智背景，他們的實驗結果可以間接影響哲學研究。 這對於實驗結果的依靠被廣泛的認為是反對於一種只依靠於先驗証明的哲學研究方法，有時被稱為"扶手椅"哲学（"armchair" philosophy）。 哲學家對於實驗哲學的影響有不同的認見，而也有一些哲學家提出對於實驗哲學的批評。
最早的實驗哲學是專注於關於跨文化差異（cross-cultural difference） ，自由意志 ，與行動理論  的問題。現在，實驗哲學已被擴大到新的領域。

## 相关链接
- The Experimental Philosophy Page （页面存档备份，存于）
- The Experimental Philosophy Blog （页面存档备份，存于）
- 哲學哲學雞蛋糕: 實驗哲學 （页面存档备份，存于）